# Arida: Backland's Awakening
ARIDA: Backland's Awakening (antes conhecido como Projeto Sertão) é um jogo eletrônico de aventura e sobrevivência produzido por desenvolvedores independentes da Aoca Game Lab. Foi lançado em agosto de 2019, exclusivamente para Windows, através de distribuição digital pela plataforma Steam. O ambiente do jogo se passa na jornada de Cícera, uma jovem sertaneja superando os obstáculos impostos pela fome e pela sede num período de seca do sertão nordestino. O jogo recebeu financiamento da SECULT - Secretaria de Cultura do Estado da Bahia, através do Edital Culturas Digitais FCBA 2014.

## Jogabilidade
Ao longo do jogo, Cícera terá que superar os obstáculos impostos pela extrema seca. Para isso, o jogador precisa reunir recursos, e aprender estratégias de sobrevivência para seguir viagem,  como colher e cozinhar mandioca para matar a fome, cavar poços em busca de água e cooperar com outros personagens. Os grandes desafios são aprender a lidar com as ferramentas e insumos disponíveis e gerir da melhor forma possível o material explorado.

## Premiações e Indicações
| Ano  | Prêmio                   | Categoria        | Resultado | Ref.  |
| ---- | ------------------------ | ---------------- | --------- | ----- |
| 2017 | 5º BIG Festival          | BIG Starter      | Indicado  | [ 5 ] |
| 2017 | Gamepólitan 2017         | Melhor Arte      | Venceu    | [ 2 ] |
| 2018 | SBGames 2018             | Melhor Narrativa | Indicado  | [ 6 ] |
| 2019 | Nordic Discovery Contest | Brazil Round     | Indicado  | [ 7 ] |
| 2019 | SBGames 2019             | Melhor Narrativa | Indicado  | [ 8 ] |
| 2019 | SBGames 2019             | Melhor Jogo      | Indicado  | [ 8 ] |
| 2019 | SBGames 2019             | Melhor Design    | Indicado  | [ 8 ] |
| 2019 | SBGames 2019             | Melhor Audio     | Indicado  | [ 8 ] |